# Agrilinus wassuensis
Agrilinus wassuensis är en skalbaggsart som beskrevs av Rudolph Petrovitz 1962. Agrilinus wassuensis ingår i släktet Agrilinus och familjen Aphodiidae. Inga underarter finns listade i Catalogue of Life.